# Die Burgen von Burgund – Das Kartenspiel
Die Burgen von Burgund – Das Kartenspiel ist ein Kartenspiel vom Typ eines Aufbauspiels von Stefan Feld, das 2016 von alea/Ravensburger verlegt wurde. Das Spiel für ein bis vier Spieler ab 12 Jahren dauert etwa 30 bis 60 Minuten.

## Inhalt
- 114 Aktionskarten (rote Rückseiten)
  - je 12 Burgen (dunkelgrün), Minen (grau) und Klöster (violett)
  - je 18 Wissen (gelb), Schiffe (blau) und Weiden (grün)
  - 24 Gebäude (beige, 3 × 8 verschiedene)
- 126 weitere Karten
  - 6× 3 Warenkaten (hell mit den Würfelzahlen 1 und 2, mittel mit den Würfelzahlen 3 und 4, dunkel mit den Würfelzahlen 5 und 6)
  - 5× 4 Tiere (Hahn, Kuh, Schaf und Schwein)
  - 7× Bonus (je 1 Siegpunkt für Drillinge in beige, blau, dunkelgrün, gelb, grau, grün und violett)
  - 4× Bonus (4, 3, 2 und 1 Siegpunkt für sieben verschiedenfarbige Aktionskarten)
  - 6× Auslage (1–6)
  - 5× Durchgang (A–E)
  - 1× Startspieler
  - 8× 1 + 7× 2 Siegpunkte
  - 22× Arbeiter
  - 16× Silber
  - 4×3 Spielerkarten (Projekte, Fürstentum und Lager)
- Spielregel (16 DIN-A6-Seiten, mehrfarbig)

## Beschreibung

### Vorbereitung
- Jeder Spieler erhält einen Satz Spielerkarten, die er vor sich auslegt, eine Waren- und eine zufällige Tierkarte sowie 1 Silber, die er an sein Lager legt.
- Die restlichen Waren- und Tierkarten werden gemischt und daraus je zwei gleich hohe Stapel gebildet, von denen die obersten Karten zu sehen sind. Die Silber- und Arbeitenkarten werden als je ein Stapel bereitgelegt.
- Die Auslagekarten werden untereinander in die Tischmitte gelegt, ebenso die Bonuskarten – wobei je nach Spielerzahl einige Karten aussortiert werden.
- Die 15 Siegpunktkarten werden an den Tischrand gelegt.
- Die 114 Aktionskarten werden gemischt. Jeder Spieler erhält davon 6 Karten, die er als verdeckten Stapel vor sich ablegt.
- Je nach Spielerzahl werden 7 (bei 2), 10 (bei 3) bzw. 13 (bei 4 Spielern) Aktionskarten offen neben die Auslagekarten gelegt. Die ersten 6 bzw. bei 4 Spielern die ersten 12 Karten werden so wie sie kommen von oben nach unten neben die Auslagekarten gelegt, die restlichen entsprechend der auf ihnen zu sehenden Würfelzahlen.

### Spielablauf
Das Spiel läuft über fünf Runden A bis E. Der jüngste Spieler ist in der ersten Runde Startspieler und erhält die Startspielerkarte. Reihum nehmen die Spieler die obersten 2 Karten von ihrem Aktionskartenstapel und legen eine davon auf den Ablagestapel. Er hat dann sechs Aktionsmöglichkeiten:
- Eine Karte aus der Auslage nehmen: Die Würfelzahl auf der abgelegten Karte bestimmt, aus welcher der 6 Reihen er eine Karte nehmen darf. Die Karte legt er an seine Projektkarte, an der aber maximal 3 laufende Projekte liegen dürfen.
- Ein Projekt in sein Fürstentum platzieren: Die Würfelzahl auf der abgelegten Karte bestimmt, welche Karte er umlegen darf. Gleichfarbige Karten werden so übereinandergelegt, dass die Anzahl erkennbar ist. Jede ins Fürstentum gelegte  Karte gewährt ihm sofort einen einmaligen Nutzen:
  - Mine: Der Spieler erhält sofort 2 Silber
  - Wissen: Der Spiele erhält sofort 2 Arbeiterkarten
  - Schiff: Der Spieler erhält sofort 1 Warenkarte
  - Weiden: Der Spieler nimmt sich von einem Tierstapel die oberste Karte, dabei ist es das Ziel ist, möglichst viele verschiedene Tiere zu sammeln
  - Gebäude: Jedes Gebäude bietet einen individuellen Vorteil
  - Burgen: Der Spieler darf sofort noch eine beliebige Aktion durchführen
  - Klöster: Die Klöster sind Joker und dürfen zu beliebigen anderen Karten gelegt werden, 3 Klöster als eigener Drilling zählen aber am Spielende 6 Siegpunkte. Ein späteres Umlegen ist aber nicht möglich.

Jedesmal wenn ein Spieler als Erster die dritte Karte einer Art aufeinander gelegt hat, darf er sich entsprechende Bonuskarte nehmen.
Wer als erster Spieler die siebte verschiedenfarbige Karte ins Fürstentum gelegt hat, erhält die oberste Bonuskarte
Zudem erhält jeder Spieler, der einen Drilling vollendet, einen Bonus und darf sich einen Bonus aussuchen, der auf der entsprechenden Rundenkarte zu sehen ist. Die Auswahlmöglichkeiten und die Güte der Boni nehmen von Runde zu Runde sukzessive ab.
Mit der vierten Karte einer Farbe wird ein neuer Drilling gestartet
- Warenverkauf: Die Würfelzahl auf der abgelegten Karte gibt vor, welche Warenkarte verkauft werden kann. Die Warenkarte wird aus dem Lager ins Fürstentum gelegt, zudem nimmt sich der Spieler 1 Silber und – sofern er sie noch nicht hat – die Startspielerkarte, die er mit der Rückseite nach oben vor sich ablegt.
- Arbeiter auf 2 aufstocken: Der Spieler nimmt sich so viele Arbeiterkarten, dass er danach 2 Arbeiterkarten im Lager liegen hat. Mit Arbeitern hat man die Möglichkeit, die Würfelzahl für andere Aktionen um ±1 zu erhöhen. Dabei kann mittels eines Arbeiters auch eine 6 in eine 1 und umgekehrt verwandelt werden. Dies kann sinnvoll sein, wenn neben einer Auslagekarte keine Karten mehr liegen.
- Silber nehmen: Der Spieler nimmt sich 1 Silber.
- Arbeiter oder Silber in Siegpunkte verwandeln: Für eine beliebige Kombination von 3 Karten, die man abgibt, darf man sich 1 Siegpunkt nehmen

Zusätzlich hat jeder Spieler die Möglichkeit, für 3 Silber drei Karten vom Nachziehstapel zu kaufen, und hat damit zwei Möglichkeiten:
- Er legt eine davon als neues Projekt aus
- Er nutzt eine der Karten als Aktionskarte, um damit eine beliebige der oben genannten Aktionen durchzuführen.

Die beiden anderen Karten legt er auf den Ablagestapel. Dieser wird gemischt, sobald der Nachziehstapel aufgebraucht ist, und dient dann als neuer Nachziehstapel.
Die Runde endet, sobald der letzte Spieler seine letzte Handkarte ausgespielt hat. Vor dem nächsten Durchgang werden noch an den Auslagekarten liegende Aktionskarten auf den Ablagestapel gelegt, wie zuvor neue Karten an den Auslagekarten gelegt, die Durchgangskarte unter den Stapel gelegt und jeder Spieler erhält wieder 6 neue Aktionskarten vom Nachziehstapel. Der Spieler, vor dem die umgedrehte Startspielerkarte liegt, wird neuer Startspieler. Liegt die Startspielerkarte noch mit der Vorderseite aus, erhält sie der linke Nachbar, der neuer Startspieler wird.
Nach der 5. Runde kommt es zur Wertung. Dabei erhalten die Spieler noch weitere Punkte:
- 4 Siegpunkte für vier verschiedene Tiere
- 2 Siegpunkte für drei verschiedene Tiere
- 1 Siegpunkt für zwei verschiedene Tiere
- 1 Siegpunkt für die Startspielerkarte

Zudem zählt jeder Spieler die Siegpunkte auf seinen Bonuskarten und die Siegpunkte der Drillinge, die je nach Kartenart variieren. Unvollendete Drillinge zählen nichts.
Gewinner ist der Spieler mit den meisten Siegpunkten, bei einem Gleichstand gewinnt wer noch das meiste ungenutzte Material (Arbeiter, Silber, unverkaufte Waren und nicht abgerechnete Tiere) im Lager hat.

## Solovariante
In der Solovariante wird gegen den imaginären Spieler Egon gespielt. Das Spiel wird wie für 2 Spieler vorbereitet. Für Egon werden fünf Stapel mit 3, 4, 5, 6 und 7 Aktionskarten bereit gelegt. Die ersten 3 Karten bilden sein Startfürstentum. Klöster bilden bei ihm aber immer einen eigenen Stapel und dienen ihm nicht als Joker. Der Alleinspieler erhält aber für jedes für Egon aufgedeckte Kloster einen Siegpunkt. Wenn Egon als Erster einen Drilling komplettiert oder als erster sieben verschiedene Karten hat, erhält er die entsprechende Bonuskarte. Die Karten haben aber für Egon ansonsten keine weitere Wirkung. Nachdem zu Beginn des Durchgangs Egons Karten ausgelegt wurden, spielt der Alleinspieler seine sechs Aktionskarten wie üblich.
Am Ende jedes Durchgangs werden die Siegpunkte verglichen. Hat Egon mehr Siegpunkte, endet das Spiel sofort und der Solospieler hat verloren. Hat er am Ende genauso viele oder mehr Siegpunkte als Egon, hat er gewonnen.